# Старий Геленув
Старий Геленув (пол. Stary Helenów) — село в Польщі, у гміні Ласкажев Ґарволінського повіту Мазовецького воєводства.
Населення — 197 осіб (2011).
У 1975-1998 роках село належало до Седлецького воєводства.

## Демографія
Демографічна структура станом на 31 березня 2011 року:
|          | Загалом | Допрацездатний вік | Працездатний вік | Постпрацездатний вік |
| -------- | ------- | ------------------ | ---------------- | -------------------- |
| Чоловіки | 96      | 23                 | 61               | 12                   |
| Жінки    | 101     | 23                 | 57               | 21                   |
| Разом    | 197     | 46                 | 118              | 33                   |